# 1640年代
1640年代（せんろっぴゃくよんじゅうねんだい）は、西暦（グレゴリオ暦）1640年から1649年までの10年間を指す十年紀。

## できごと

### 1640年
- 4月13日 - イングランド王チャールズ1世がスコットランドとの戦費調達のため短期議会招集。（ - 5月5日）
- 8月28日 - ニューバーンの戦いでスコットランド軍が勝利。
- 11月 - チャールズ1世がスコットランドへの戦争賠償金を得るため長期議会（ - 1653年）招集。清教徒革命（ - 1660年）の主な闘争舞台となった。
- ポルトガル王国、スペイン帝国から独立（ポルトガル王政復古戦争-1668年、ブラガンサ王朝）。
- この頃、屋久杉の伐採が始まる。

### 1641年
- 出島でのオランダ貿易が開始（ - 1859年）。
- オランダ東インド会社、マラッカを占領。

### 1642年
- 参勤交代が全ての大名に義務づけられる。
- 寛永の大飢饉（ - 1643年）。
- 清教徒革命（ - 1649年）。
- アベル・タスマン、オランダ東インド会社の指令により調査航海へ出発。タスマニア島、ニュージーランドを発見（ - 1643年）。
- チベット政府「ガンデンポタン」成立。
- レンブラント「夜警」製作。

### 1643年
- 田畑勝手作禁止令（ - 1871年）。
- スウェーデン・デンマーク戦争（ - 1645年）。
- ルイ14世、フランス国王に即位。
- エヴァンジェリスタ・トリチェリ、初の水銀気圧計を製作。

### 1644年
- 1月13日（寛永21年12月16日） - 日本、改元して正保元年。
- 李自成が北京を陥落させ明王朝滅亡。李自成を清が滅ぼして清王朝誕生（大清帝国）。
- マーストン・ムーアの戦い。

### 1645年
- 2月8日 - ブレムセブルー条約。スウェーデンがバルト海の覇権を握る（バルト帝国）。
- 日本：元号を正保に改元。
- ヤマサ醤油創業。
- ネイズビーの戦い。
- ヴェネツィア共和国、オスマン帝国に対する海上封鎖（ - 1656年）。

### 1646年
- 鄭芝龍が清に降る。息子の鄭成功は永明王を奉じて反抗を続ける。

### 1647年
- 清教徒革命：独立派が立憲君主制を主旨とした『建議要目』を発表。対抗して平等派が民主主義的な憲法草案『人民協定』を発表。10月28日に両派は論戦（パトニー討論）。

### 1648年
- 4月7日（正保5年2月15日） - 日本、改元して慶安元年。
- フランスでフロンドの乱（-1653年）、フランス絶対王政の確立。
- ポーランド・リトアニア共和国でフメリニツキーの乱、大洪水時代の始まり（-1667年）。
- 八十年戦争（1568年 - ）終結。
- 10月24日 - ヴェストファーレン条約締結により三十年戦争終結、ヴェストファーレン体制。

### 1649年
- チャールズ1世処刑。
- オリバー・クロムウェル、アイルランド侵略。